# Henric Brandel
Henric Gottfrid Brandel, född 21 januari 1739 i Västra Ryds socken i Uppland, död 18 februari 1828, var en svensk generalkonsul, amatörmusiker, författare och "Myriadens" uppfinnare.

## Biografi
Henric Brandel var son till grosshandlaren i Stockholm, Gottfrid Brandel, som var bördig från Schlesien, och Anna Dorotea Sahlgren, vars far var kyrkoherde i Västra Ryds socken. Brandel blev 1753 student vid Uppsala universitet, där han ägnade sig åt orientaliska språkstudier och disputerade 1756. År 1759 blev han kanslist i utrikesexpeditionen. 1764 utnämndes han till konsulatssekreterare i Alger och 1766 till konsul där - en maktpåliggande befattning i ett land, vars främsta inkomstkälla var plundring av främmande nationers fartyg. 
År 1791, då dejen i Alger utfärdade krigsförklaring mot Sverige, flyttade Brandel till Livorno, och 1793 återvände han till Sverige och sysselsatte sig därefter med utarbetandet av "Myriaden", ett nytt kronologiskt system, avsett att till ett helt sammanföra alla olika tideräkningssystem. Han utgav inte själv något fullständigt verk över detta system, men offentliggjorde årligen från 1796 en almanacka efter dess principer.
Den 20 maj 1795 invaldes Brandel som ledamot nr 161 av Kungliga Musikaliska Akademien.
Brandel var gift med Maria Margareta Wolters, med vilken han hade barnen Sophia Brandel, Gustaf Brandel, Emilie Brandel och Genseric Brandel. Henric Brandel är begravd på Solna kyrkogård.